# Tonkinacris yaeyamaensis
Tonkinacris yaeyamaensis is een rechtvleugelig insect uit de familie veldsprinkhanen (Acrididae). De wetenschappelijke naam van deze soort is voor het eerst geldig gepubliceerd in 1999 door Ito.